# Overton Vertis Wright
O.V. Wright, właśc. Overton Vertis Wright (ur. 9 października 1939 w Leno, zm. 16 listopada 1980 w Mobile) – wokalista soul w stylu deep soul, znany z melancholijnych ballad o miłości, wykonywanych „smutnym” głosem.
Swoją muzyczną karierę rozpoczynał od śpiewania w zespołach gospel, występował jako frontman w zespołach The Harmony Echoes i The Sunset Travelers. W 1964 roku, odkryty przez Roosevelta Jamisona w wytwórni Back Beat Records nagrał pierwszy singel pt. That’s How Strong My Love Is. Covery tej piosenki wykonywali później m.in. Otis Redding i The Rolling Stones.
Na początku lat 70. jego kariera uległa załamaniu z powodu pobytu w więzieniu za posiadanie narkotyków. Po wyjściu na wolność Wright wydał kilka albumów w wytwórni Hi Records, ale nie osiągnęły one takiego wyniku jak nagrania z lat 60.
Uzależnienie od narkotyków spowodowało osłabienie jego zdrowia i śmierć na zawał serca 16 listopada 1980 roku.

## Dyskografia
- 1965 If It’s Only for Tonight (Back Beat Records)
- 1967 8 Men and 4 Women (Back Beat Records)
- 1968 Nucleus Of Soul (Back Beat Records)
- 1971 A Nickel and a Nail and Ace of Spades (Back Beat Records)
- 1973 Memphis Unlimited (Back Beat Records)
- 1977 Into Something / Can’t Shake Loose (Hi Records)
- 1978 The Bottom Line (Hi Records)
- 1979 We're Still Together (Hi Records)
- 1987 The Wright Stuff / Live (Hi Records)
- 1988 Treasured Moments
- 1991 That’s How Strong My Love Is
- 1992 The Soul Of O.V. Wright
- 1995 The 45's
- 1998 Hi Masters
- 1999 Complete O.V. Wright on Hi Records, vol. 1  In the Studio
- 1999 Complete O.V. Wright on Hi Records, vol. 2 On Stage